# Tomopleura tricincta
Tomopleura tricincta é uma espécie de gastrópode do gênero Tomopleura, pertencente à família Borsoniidae.